# Villards-d'Héria
Villards-d'Héria è un comune francese di 471 abitanti situato nel dipartimento del Giura nella regione della Borgogna-Franca Contea.
Nei pressi del lago d'Antre, situato nel territorio del comune, sono stati rinvenuti frammenti appartenenti ad un calendario celtico simile a quello del calendario di Coligny .

## Società

### Evoluzione demografica
Abitanti censiti